# Strobe
Strobe: technohouse-magazine voor Nederland was de naam van een Nederlands housetijdschrift dat voornamelijk gericht was op harde muziekstromingen zoals hardcore en techno.
Het eerste nummer verscheen in juni 1995, met als hoofdredacteur Gijs Vroom en het verscheen 10 maal per jaar. De laatste Strobe, nummer 44, met als hoofdredactrice Mariska van Wijngaarden, verscheen in augustus 1999. Strobe werd uitgegeven door Media Minded. Hier kwamen tevens de bladen Future Music en Air 22 snowboardmagazine vandaan.